# Десантные катера проекта 11770
Десантные катера проекта 11770 «Се́рна» — серия российских скоростных десантных катеров на воздушной каверне. Катера проекта предназначены для высадки на необорудованный берег или снятия с него боевой гусеничной, колёсной и другой военной техники общей массой до 45 тонн, а также передовых подразделений десанта с вооружением (92 человека) с высокой скоростью 30 узлов, что превышает показатели других катеров аналогичного класса.
Относятся к кораблям 4-го ранга.

## История разработки
Проект десантных катеров проекта 11770 был разработан в «ЦКБ по СПК им. Р. Е. Алексеева» (г. Нижний Новгород), получил проектный шифр «Серна».

## Конструкция
Особенностью десантного катера данного проекта является то, что его движение основано на принципе воздушной каверны, сущность которой заключается в создании под днищем катера искусственной воздушной прослойки с избыточным давлением. Она изолирует бо́льшую часть корпуса от контакта с водой, чем достигается значительное снижение гидродинамического сопротивления и обеспечиваются высокие скорости хода более 30 узлов.
Ещё одна особенность данного проекта десантных катеров — это их движитель. Вместо привычных винтов десантные катера проекта 11770 оснащены новым видом водометного движителя, лопасти рабочего колеса которого приспособлены к работе при постоянном поступлении воздуха в гидравлическое сечение движителя. Этот движитель назван вентилируемым водомётным движителем — ВВД. В отличие от традиционного водомётного движителя, ВВД не имеет спрямляющего аппарата и сопла, формирующего струю. Конструктивно ВВД состоит из водовода, на выходном сечении которого располагается рабочее колесо с приводом от гребного вала. ГЭУ состоит из 2-х звездообразных 42-цилиндровых дизелей М503А «Звезда» мощностью по 4000 л. с. (2942 КВт) каждый при расходе топлива 165 г/л. с. час.
Корпус катера выполнен из алюминия. Высота борта у форштевня — 3,45 м, у миделя — 2,9 м. Катер может перевозить грузы и технику со скоростью 30 узлов при состоянии моря до 2-х баллов. При волнении моря до 3-х баллов перевозка грузов возможна со скоростью до 27 узлов в пункты морского побережья на удаление до 600 миль, но при этом масса грузов не должна превышать 29 тонн.
Безопасное плавание при полном водоизмещении допустимо при состоянии моря до 5 баллов. Скорость хода при этом не превысит 8 узлов. Десантный катер может самостоятельно сниматься с мели. Автономность десантного катера по запасам провизии и воды составляет 1 сутки. Срок службы катера определён в 15 лет с двумя промежуточными ремонтами каждые 5 лет.
Вооружение у катеров отсутствует.

## Десантные возможности
Один основной танк (специальный танк) или две/два БМП/БТР, или до 45 тонн груза (при трёхбальном волнении моря — не более 29 тонн), или 92 человек десанта.

## История службы
Первый катер серии, «Д-144», был построен в 2007 году на «Судостроительном заводе „Волга“» в Нижнем Новгороде, и в этом же году был переведён в Новороссийск для проведения сдаточных испытаний. Экипаж этого десантного катера (5 человек) был сформирован и прошёл подготовку на Каспийской флотилии, где к тому времени уже имелись ДКА данного проекта. 19 февраля 2008 года десантный катер «Д-144» поднял Андреевский флаг и вошёл в состав Черноморского флота Российской Федерации.
На январь 2009 года 4 катера данного проекта состояли на вооружении Каспийской флотилии, один катер — на вооружении Черноморского флота России, ещё один катер — на вооружении Балтийского флота.
8 октября 2010 года в распоряжение Тихоокеанского флота был сдан новый десантный катер «Д-107» «Серна». Катер вошёл в состав соединения десантных кораблей, базирующийся в заливе Стрелок. Этот катер был заложен на стапеле «Восточной верфи» во Владивостоке 11 декабря 2008 года, спущен на воду — 15 апреля 2010 года, к государственным испытаниям предоставлен 30 мая 2010 года.
Использовался в ходе вторжения России в Украину. В начале мая 2022 года с помощью БПЛА Байрактар TB2, около острова Змеиный, был атакован 1 десантный катер, который вследствие авиаударов затонул. В конце мая 2022 года катер был поднят плавучим краном и на самоходной платформе отведен на ремонт в Севастополь.
10 ноября 2023 года сообщалось, что один катер проекта 11770 был уничтожен украинским морским дроном на севере Крыма. Российские СМИ сообщили о гибели командира катера.

## Представители проекта
| Наименование    | Бортовой № | Изготовитель      | Заводской № | Закладка   | Спуск на воду | Ввод в строй | Флот | Состояние                                  |
| --------------- | ---------- | ----------------- | ----------- | ---------- | ------------- | ------------ | ---- | ------------------------------------------ |
| Д-67            | 767        | ССЗ «Волга»       | № 801       | 1.07.1993  | 21.06.1994    | 30.12.1994   | БФ   | В строю                                    |
| Д-156           | 631        | ССЗ «Волга»       | № 802       |            |               | 29.12.1999   | КФл  | В строю                                    |
| Д-131           | 630        | ССЗ «Волга»       | № 803       | 1994       |               | 30.12.2002   | КФл  | В строю                                    |
| Д-172           | 645        | ССЗ «Волга»       | № 804       |            |               | 27.12.2005   | КФл  | В строю                                    |
| Д-144           | 575        | ССЗ «Волга»       | № 805       |            |               | 19.02.2008   | ЧФ   | Поврежден 09.11.2023 В строю на 13.06.2024 |
| Алексей Суханов | 634        | ССЗ «Волга»       | № 806       |            |               | 25.12.2008   | КФл  | В строю                                    |
| Алексей Баринов | 791        | ССЗ «Волга»       | № 807       |            |               | 26.12.2009   | БФ   | В строю                                    |
| Иван Пасько     | 792        | ССЗ «Волга»       | № 808       |            |               | 26.12.2009   | БФ   | В строю                                    |
| Юрий Кукушкин   |            | ССЗ «Волга»       | № 809       |            |               | 29.05.2013   | КФл  | В строю                                    |
| Заур Омаров     |            | ССЗ «Волга»       | № 810       |            | 2012          | 29.05.2013   | КФл  | В строю                                    |
| Д-199           | 544        | ССЗ «Волга»       | № 811       |            | 2012          | 04.08.2014   | ЧФ   | Повреждён 07.05.2022                       |
| Андрей Иванов   | 650        | «Восточная верфь» | № 3001      | 11.12.2008 | 15.04.2010    | 10.06.2010   | ТОФ  | В строю                                    |

| Наименование       | Бортовой № | Изготовитель                  | Заводской № | Закладка | Спуск на воду | Ввод в строй | Флот                     | Состояние                                       |
| ------------------ | ---------- | ----------------------------- | ----------- | -------- | ------------- | ------------ | ------------------------ | ----------------------------------------------- |
| «Tiir» («Бродяга») | 104        | ССЗ «Волга» (Нижний Новгород) | 501         |          |               | 1994         | Береговая охрана Эстонии | В строю с 1995 года. С 2004 года — гражданский. |
| н/д                | н/д        | ССЗ «Волга»                   | 502         |          |               | 1994         | ОАЭ                      | В строю                                         |
| н/д                | н/д        | ССЗ «Волга»                   | 503         |          |               | 1994         | ОАЭ                      | В строю                                         |
| н/д                | н/д        | ССЗ «Волга»                   | 504         |          |               | 1995         | ОАЭ                      | В строю                                         |

## Фотографии
- Д-56 на международном военно-морском салоне 2011
- Д-56 на международном военно-морском салоне 2011
- Д-107. Амурский залив. 2012
- Д-156 у Астрахани. 2015
- Д-172 и Д-131 у Астрахани. 2015